# KSC Dikkelvenne
KSC Dikkelvenne is een Belgische voetbalclub uit Dikkelvenne. De club is bij de KBVB aangesloten met stamnummer 7074 en heeft geel en blauw als kleuren.

## Geschiedenis
KSC Dikkelvenne werd opgericht in 1967 en sloot zich aan bij de Belgische Voetbalbond. Men ging in de laagste provinciale reeksen van start. De club speelde op een terrein van burgemeester André De Rouck, die van 1970 tot 1973 ook even voorzitter was van de club. In 1973 werd Marc Gevaert voorzitter.
SC Dikkelvenne bleef in de lagere provinciale reeksen spelen, tot men in 1983 voor het eerst kon opklimmen naar Tweede Provinciale. In 1987 opende de club een nieuwe accommodatie op de Hofkouter. Men kon zich handhaven in Tweede Provinciale, tot halverwege de jaren 90 een moeilijker periode begon. In 1995 degradeerde men immers naar Derde Provinciale en in 1997 zakte men nog verder weg naar Vierde Provinciale, het allerlaagste niveau.
Het verblijf in Vierde Provinciale bleef beperkt tot een jaar, want KSC Dikkelvenne werd er na een seizoen meteen kampioen en promoveerde zo opnieuw naar Derde Provinciale in 1998. In 2000 kon men al even terugkeren naar Tweede Provinciale, maar na een jaar zakte men terug naar Derde Provinciale, waar men tot het eind van het decennium bleef spelen. In 2007 volgde Geert Gevaert zijn vader op als clubvoorzitter.
Daarna kende de club weer een succesperiode. In 2010 behaalde men de titel in Derde Provinciale en promoveerde men weer naar Tweede Provinciale en na amper twee jaar behaalde men ook daar de titel. In 2012 promoveerde SC Dikkelvenne zo voor het eerst in zijn bestaan naar de hoogste provinciale reeks, Eerste Provinciale. Drie seizoenen later volgde voor het eerst de promotie naar de nationale reeksen.
In 2017 werd SC Dikkelvenne 50 jaar waardoor men de "K" aan haar naam mocht toevoegen, ook kreeg men een nieuw logo.
Op 10 December 2024 besliste het bestuur van Dikkelvenne om volgend seizoen het Nationale voetbal te verlaten en een doorstart te maken in 4e Provinciale. 

## Resultaten
| Seizoen | Klasse | Klasse | Klasse | Klasse | Klasse | Klasse | Klasse | Klasse | Klasse | Reeks                                                    | Punten                                                   | Opmerkingen                                              |
|         | I      | I      | II     | III    | IV     | P.I    | P.II   | P.III  | P.IV   |                                                          |                                                          |                                                          |
| ------- | ------ | ------ | ------ | ------ | ------ | ------ | ------ | ------ | ------ | -------------------------------------------------------- | -------------------------------------------------------- | -------------------------------------------------------- |
| 2004/05 |        |        |        |        |        |        |        | 10     |        | Derde prov. O-Vl                                         | 36                                                       |                                                          |
| 2005/06 |        |        |        |        |        |        |        | 6      |        | Derde prov. O-Vl                                         | 43                                                       |                                                          |
| 2006/07 |        |        |        |        |        |        |        | 3      |        | Derde prov. O-Vl                                         | 60                                                       |                                                          |
| 2007/08 |        |        |        |        |        |        |        | 9      |        | Derde prov. O-Vl                                         | 42                                                       |                                                          |
| 2008/09 |        |        |        |        |        |        |        | 3      |        | Derde prov. O-Vl                                         | 64                                                       |                                                          |
| 2009/10 |        |        |        |        |        |        |        | 1      |        | Derde prov. O-Vl                                         | 71                                                       |                                                          |
| 2010/11 |        |        |        |        |        |        | 9      |        |        | Tweede prov. O-Vl                                        | 40                                                       |                                                          |
| 2011/12 |        |        |        |        |        |        | 1      |        |        | Tweede prov. O-Vl                                        | 75                                                       |                                                          |
| 2012/13 |        |        |        |        |        | 6      |        |        |        | Eerste prov. O-Vl                                        | 42                                                       |                                                          |
| 2013/14 |        |        |        |        |        | 11     |        |        |        | Eerste prov. O-Vl                                        | 36                                                       |                                                          |
| 2014/15 |        |        |        |        |        | 1      |        |        |        | Eerste prov. O-Vl                                        | 67                                                       |                                                          |
| 2015/16 |        |        |        |        | 4      |        |        |        |        | Vierde klasse A                                          | 54                                                       |                                                          |
|         | 1A     | 1B     | 1Am    | 2Am    | 3Am    | P.I    | P.II   | P.III  | P.IV   | Vanaf 2016-17 zijn er 3 nationale en 2 regionale niveaus | Vanaf 2016-17 zijn er 3 nationale en 2 regionale niveaus | Vanaf 2016-17 zijn er 3 nationale en 2 regionale niveaus |
| 2016/17 |        |        |        |        | 5      |        |        |        |        | Derde klasse Am.                                         | 47                                                       |                                                          |
| 2017/18 |        |        |        |        | 2      |        |        |        |        | Derde klasse Am.                                         | 58                                                       |                                                          |
| 2018/19 |        |        |        | 11     |        |        |        |        |        | Tweede klasse Am. A                                      | 36                                                       |                                                          |
| 2019/20 |        |        |        | 10     |        |        |        |        |        | Tweede klasse Am. A                                      | 31                                                       | Vroegtijdig stopgezet wegens de Coronacrisis             |
| 2020/21 |        |        |        | -      |        |        |        |        |        | Tweede afdeling A                                        | -                                                        | Competitie geschrapt wegens de Coronacrisis              |
| 2021/22 |        |        |        | 12     |        |        |        |        |        | Tweede afdeling A                                        | 38                                                       |                                                          |
| 2022/23 |        |        |        | 9      |        |        |        |        |        | Tweede afdeling A                                        | 50                                                       |                                                          |
| 2023/24 |        |        |        | 3      |        |        |        |        |        | Tweede afdeling A                                        | 56                                                       |                                                          |
| 2024/25 |        |        |        | 6      |        |        |        |        |        | Tweede afdeling A                                        | 49                                                       |                                                          |
| 2025/26 |        |        |        |        |        |        |        |        |        | Vierde prov. O-Vl B                                      |                                                          | Vrijwillige doorstart in 4e Provinciale                  |